# مكتبة الفاتيكان

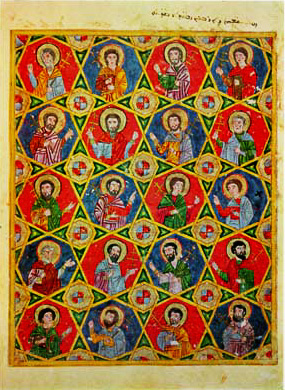
صورة من إنجيل سرياني من الموصل يعود لسنة 1220 تقريبًا.

تقع مكتبة الفاتيكان (باللغة اللاتينيّة: Bibliotheca Apostolica Vaticana) في مدينة الفاتيكان، وهي إحدى أقدم المكتبات وتحوي مجموعة مخطوطات تاريخية مهمة جدًا. تأسست رسميًا في 1475 مع أنها أقدم من ذلك بكثير، وفيها 75,000 مخطوطة من مختلف العصور.
أغلب نسخ مكتبة الفاتيكان أصلية بخط اليد لأعمال نادرة في التاريخ البشري، وهذه المخطوطات مكتوبة بعدة لغات أبرزها اللاتينية واليونانية وهناك بعض المخطوطات باللغة السريانية، يضاف إلى ذلك حوالي 1.1 مليون كتاب مطبوع بمختلف اللغات؛ أسس مكتبة الفاتيكان البابا نيقولا الخامس، عن طريق عملية بيع وشراء الكتب النفيسة التي ازدهرت ابتداءً من القرن الثالث عشر في أوروبا خصوصًا من مكتبة القسطنطينية والأندلس، ومع حلول عام 1481 كانت مكتبة الفاتيكان أكبر مكتبة في العالم، وقد ألحقت بها عام 1953 مكتبة خاصة للأفلام؛ صمم مبنى المكتبة في عهد البابا سيكتوس الخامس عام 1587 وهو لا يزال مستعمل حتى اليوم.
تعتبر مكتبة الفاتيكان مركزًا لعلوم اللاهوت، القانون، الفلسفة، الشعر، والتاريخ، ويمكن لأي شخص دخول المكتبة وإجراء الدراسات التي يريدها حسب احتياجاته، كما يمكن أن يتم ذلك بنسخ غير أصلية عن طريق البريد مقابل دفع رسوم معينة. هناك أيضًا المكتبة الفلكية للفاتيكان التي تقع في قلعة غاندولوفو، المقر الصيفي للبابا، إلى الجنوب من روما والتي تحوي المرقب الفلكي الفاتيكاني أيضًا.
حسب مؤسسة الفرقان اللندنية فإن عدد المخطوطات الإسلامية في المكتبة يبلغ نحو 4400 منها 2600 مخطوط عربي.
أغلقت في 2007 للصيانة لتفتح أبوابها للعامة مرة أخرى في سبتمبر 2010.

## مواقع خارجية
- موقع المكتبة